# Bisenti
Bisenti község (comune) Olaszország Abruzzo régiójában, Teramo megyében.

## Fekvése
A Fino folyó völgyében fekszik, az Adriai-tenger és Gran Sasso d’Italia között, a megye déli részén. Határai: Arsita, Castel Castagna, Castelli, Castiglione Messer Raimondo, Cellino Attanasio, Cermignano és Penne.

## Története
Valószínűleg az ókorban alapították görög telepesek. A hagyományok szerint itt született Quintus Pontius Pilatus. Első írásos említése azonban csak 1084-ből származik, amikor a Spoletói Hercegséghez tartozott. Később a Monte Ccassinó-i apátság tulajdonába került át. Önálló községgé a 19. század elején vált, amikor a Nápolyi Királyságban felszámolták a feudalizmust.

## Népessége
A népesség számának alakulása:

## Főbb látnivalói
- a 14. századból származó Santa Maria degli Angeli-templom
- a 14. században épült Sant’Antonio Abate-templom